# تسكالة (بني لاوة)
تسكالة هو دُوَّار يقع بجماعة المنصورة، إقليم شفشاون، جهة طنجة تطوان الحسيمة في المملكة المغربية. ينتمي الدوّار لمشيخة بني لاوة التي تضم 14 دوار. يقدر عدد سكانه بـ 1485 نسمة حسب الإحصاء الرسمي للسكان والسكنى لسنة 2004.

## روابط خارجية
- البوابة الوطنية للجماعات الترابية نسخة محفوظة 12 مارس 2018 على موقع واي باك مشين.
- المندوبية السامية للتخطيط